# Candaar
Candaar ou Candar (em pastó e em persa: کندهار ou قندهار, transl. Qandahār; em inglês: Kandahar) é a segunda maior cidade do Afeganistão, com uma população de 491 500, conforme estimativas de 2012 da Central Statistics Organization. É a capital da província de Candaar, localizada no sul do país, a cerca de 1 005 metros acima do nível do mar. O rio Arghandab corre ao lado da cidade.
Candaar é um grande centro comercial de ovinos, lã, algodão, seda, feltro, cerais, frutas frescas e secas, e tabaco. A região produz diversos produtos agriculturais, como romãs e uvas, e a cidade possui fábricas que as enlatam, secam e embalam. A cidade tem um aeroporto internacional, e ligações rodoviárias com Farah e Herat, a oeste, Ghazni e Cabul a nordeste, Tarin Kowt a norte e Queta, no Paquistão, ao sul.
Diversos impérios disputaram a cidade, devido à sua localização estratégica ao longo das rotas comerciais da Ásia Central e Meridional. Em 1747 Ahmad Shah Durrani, fundador do Império Durrani, fez da cidade a capital do Afeganistão.
Desde a revolução de Saur ocorrida em 1978, a cidade tem abrigado diversos grupos ligados ao terrorismo, como a rede Haqqani, Quetta Shura, Hezbi Islami, Al-Qaeda e outros grupos terroristas. Do final de 1994 a 2001, serviu como a capital do governo do Talibã até que estes foram derrubados pelas forças da OTAN durante a Operação Liberdade Duradoura, no final de 2001, e substituído pelo governo do presidente Hamid Karzai.
Candaar, ao lado de Peshawar, é a maior cidade de predominância da etnia pachtun.